# Johan Barthold Jongkind
Johan Barthold Jongkind (Lattrop, 3 juni 1819 – La Côte-Saint-André, 9 februari 1891) was een Nederlandse kunstschilder, aquarellist, tekenaar, etser en lithograaf. Hij woonde het grootste deel van zijn leven in Frankrijk.

## Biografie

### Teken Academie
Johan Barthold Jongkind werd geboren te Lattrop in Overijssel, als zoon van een douanier en ontvanger van accijnzen. Hij was het achtste kind in een gezin met tien kinderen. Op zijn geboortedag werd hij gedoopt in de Nederlandse Hervormde Kerk in Ootmarsum. In 1821 werd zijn vader overgeplaatst en verhuisde het gezin naar Vlaardingen. Vader Gerrit Adrianus wilde zijn zoon voorbestemmen tot de notarisstudie toen hij vijftien jaar werd, terwijl Johan wilde schilderen. Toen zijn vader stierf in 1836, werkte Jongkind om zich een inkomen te verwerven als klerk op een notariskantoor. Na een afgebroken notarisopleiding bezocht hij de Haagsche Teeken-Academie, waar hij zich in 1837 met instemming van zijn moeder Willemyne Jacoba van der Burght, had ingeschreven. Zijn docenten kenden hem een studiebeurs toe aangezien hij onvermogend was en kennelijk veel talent had. Daar was zijn leermeester Andreas Schelfhout. In 1843 exposeerde Jongkind in Amsterdam in Arti et Amicitiae met Boerderij bij Den Haag.

### Parijs
Toen de Franse kunstschilder Eugène Isabey in 1845 naar Den Haag kwam, prees Schelfhout zijn leerling bij de Franse meester aan. Deze nodigde Jongkind uit in Parijs, om er in zijn atelier te werken. Een jaar later ging hij erheen in het bezit van een koninklijke subsidie, die hem was verleend door de prins van Oranje, de latere koning Willem III, via diens secretaris Ludolph van Bronkhorst, kunstverzamelaar en mecenas, die weer bevriend was met Schelfhout. De prins van Oranje, zelf een enthousiast verzamelaar van schilderijen, zou in 1871 deze beurs institutionaliseren als Koninklijke Subsidie voor Vrije Schilderkunst.
In Parijs ontmoette Jongkind andere Nederlandse kunstschilders, onder anderen Marinus Kuytenbrouwer en Jozef Israëls. Samen trokken ze naar het atelier van François-Édouard Picot, om les te krijgen van Isabey en Picot. Hij betrok een huurkamer op de Place Pigalle. In tegenstelling tot Isabey en Picot, die tot de schilders van de Romantiek behoorden, zocht Jongkind zijn inspiratie bij de jonge Franse schilders van de natuur en van de dagelijkse werkelijkheid; later de School van Barbizon genoemd.
Jongkind kende al gauw enig succes in de Franse Salons en won de waardering van Théodore Chassériau. De schilders ontmoetten elkaar vrijwel dagelijks in kunstenaarscafés en bij de kunsthandel om te praten over de ontwikkelingen in de schilderkunst, over de Parijse salon en over manieren om hun kunst te verkopen. Jongkind echter was royaal en raakte al gauw in de schulden. Zijn kunsthandelaar, Pierre-Fermin Martin, redde hem daaruit.
In 1849 haalde Eugène Isabey een door drank ontredderde Jongkind uit de tavernes van Montmartre en nam hem mee naar de Normandische kusten van Étretat, Fécamp en Honfleur. Daar werkten de Belgische Eugène Smits, samen met Isabey, aan het materiële, morele en fysieke herstel van de Nederlander. Hier maakte Jongkind voor het eerst kennis met Eugène Boudin.
Alhoewel hij in 1852 met een gouden medaille beloond werd in de Parijse salon was het voor hem toch moeilijk om aansluiting te vinden. Door zijn karakter, zijn humor en uitstraling had hij ook vrienden, onder anderen de later wereldberoemde Édouard Manet. Hij bleef Nederland missen, maar Emmanuel Sano ontfermde zich echt over hem.

#### Wereldtentoonstelling 1855
Op de Wereldtentoonstelling in 1855 in Parijs was Jongkind, nota bene op de Franse afdeling, vertegenwoordigd met drie schilderijen. Kunstcriticus Edmond About schreef in zijn gids:

’’Jongkind is een zeer verfijnd colorist. Zijn kleur, misschien iets te grijs, heeft heel iets eigens; zijn landschappen zijn levendig geschetst en hebben een uitgesproken karakter: uit duizenden zijn zijn schilderijen te herkennen - een zeldzame verdienste tegenwoordig’’
—  Edmond About, 1855

Een andere criticus zei:

Jongkind is een getalenteerd man die ik hoog inschat: hij heeft zich toegelegd op maannachten en Parijse stadsgezichten met zoveel succes, dat ik vind dat het de moeite waard is dat hij zo doorgaat
—  J. de la Rochenoire, 1855

### Rotterdam

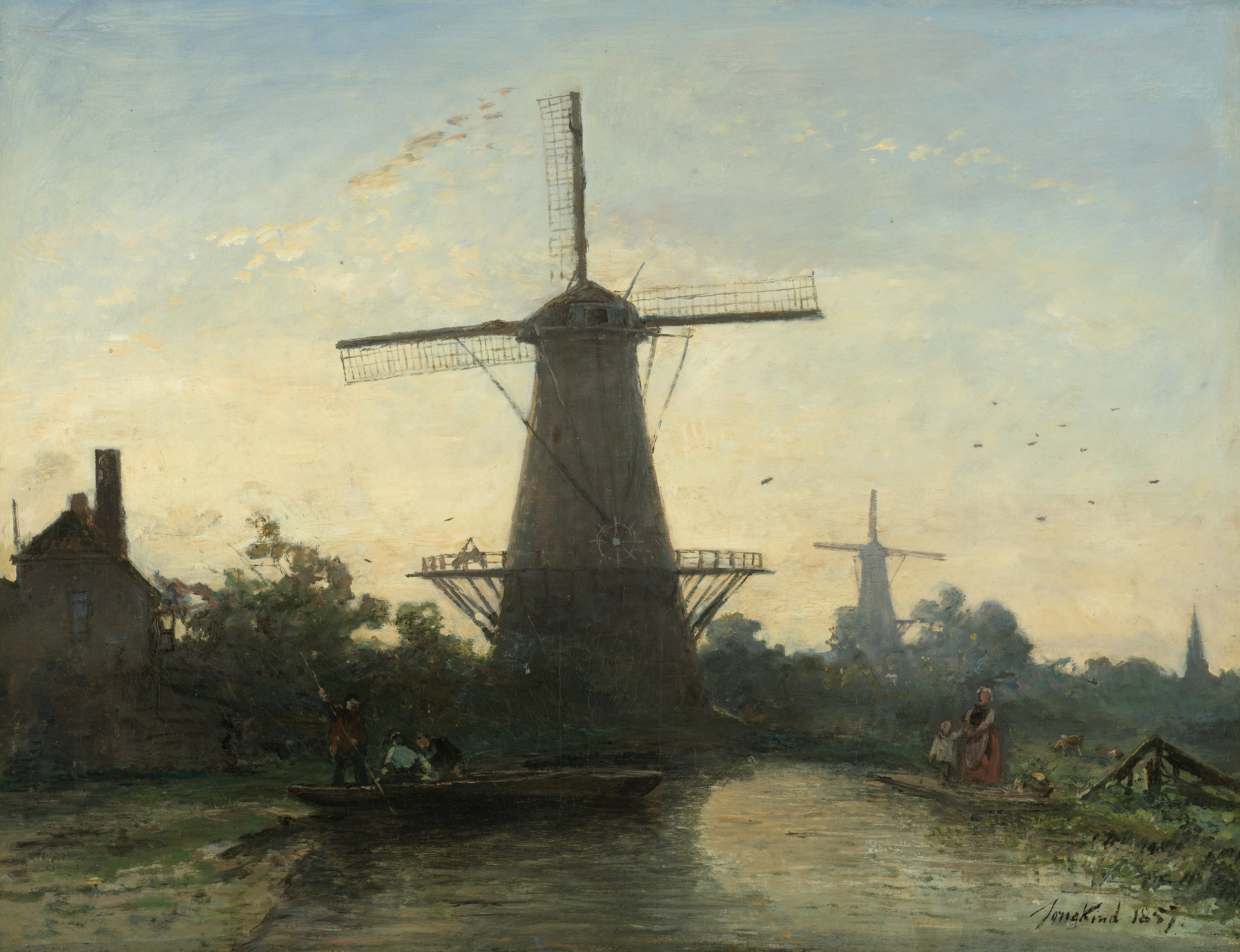
Molens bij Rotterdam
(1857), Rijksmuseum

Gefrustreerd omdat hij geen medaille had gekregen, verdrietig omdat zijn moeder was overleden, verontwaardigd omdat de koning zijn studiebeurs had gestopt en omdat hij grote schulden had vanwege zijn buitengewoon grote alcoholgebruik vluchtte hij naar zijn oude vaderland. Hij had ruim 100 kunstwerken achtergelaten. Deze werden, op initiatief van zijn vriend Sano, geveild en hiermee werd een deel van zijn schulden in Parijs afgelost; de rest van de schuld werd betaald door Sano.
Aldus ging Jongkind naar zijn zuster in Klaaswaal, maar zijn familie was te druk met hun eigen leven. Daarna vestigde hij zich in Rotterdam. Hier vond hij zijn kanaaltjes, oude straatjes, oneindige vlakten, wind en wolken terug, die hij vastlegde in aquarellen en op doek. De schilderijen werden gestuurd naar Sano en verkocht via kunsthandelaar Martin. Jongkind kreeg regelmatig bezoek van Franse schilders, onder andere van Gustave Courbet, en kunsthandelaars onder wie Beugniet. Zijn afwezigheid op de Parijse Salon van 1857 werd zelfs vermeld in Le Figaro, waar een journalist schrijft:

Jongkind - een van de afwezigen die het meest een leegte achterlaat - want de kwaliteit van Jongkind is uiterst zeldzaam: hij is eerlijk.
—  Jean Rousseau, 13 sept 1857

Verder zorgde Martin dat zijn schilderijen op verschillende exposities in Frankrijk te zien waren. Op een tentoonstelling in Dijon kreeg hij een zilveren medaille voor Paysage hollandais; effet de soleil couchant, dat tevens op de Parijse Salon van 1859 werd getoond.
Jongkind verlangt echter terug naar Parijs, maar kon dat niet financieren. Bij een nieuwe hulpverkoop op 7 april 1860 in Maison Drouot, weer onder impuls van Jongkinds "fans" Martin en Graaf Dorian, kreeg veilingmeester Boussaton zelfs de inbreng van werken, om niet; o.a. van Théodore Rousseau, Camille Corot, Narcisse Diaz, Philippe Rousseau, Charles-François Daubigny, Félix Ziem, Constant Troyon, Jules Breton en Adolphe-Félix Cals. Deze actie bracht meer dan 6.000 francs op. Hierop haalde Cals Jongkind van Rotterdam terug naar Parijs.

### Definitief in Frankrijk
Bij zijn terugkeer in Parijs bood Courbet Jongkind aan een portret van hem te maken. De 22-jarige Claude Monet werd hem voorgesteld door zijn vriend Eugène Boudin, die hij al kende uit zijn verblijf in Honfleur. Monet zou later verklaren, dat, C'est à lui que je dois l'éducation définitive de mon oeil. (Hij zag Jongkind als een mentor, die hem met licht leerde componeren) met Monet heeft Jongkind op een ochtend de Notre-Dame van Parijs geschilderd vanuit een vlak naast elkaar zittende opstelling.
Mede dankzij alle vaak herhaalde belangstelling, hulp en waardering van meerdere artistieke vrienden, werd Jongkind langzaam bekender, maar vond hij het toch moeilijk zich in Parijs staande te houden. Galerieën waren niet meer op loopafstand van zijn stamkroegje, er werd veel van hem gevraagd, onderhandelingen over de prijs van schilderijen, en dan was er de Franse Staat die eveneens Jongkinds werken als "Fransman" begon aan te kopen.
Bij Martin ontmoette hij Joséphine Fesser-Borrhee een Luxemburgse in Namen geboren tekenlerares, die in 1839 in Frankrijk was komen wonen, nabij Nevers. Er groeide de relatie van zijn leven, die tot zijn dood zou duren. Hij vond enigszins zijn evenwicht terug, zijn gezondheid verbeterde en hij ging zijn bloeiperiode tegemoet. Het stel installeerde zich te Saint-Parize-le-Châtel, nabij Nevers.
Meermaals zochten beiden het Normandische Honfleur en Sainte-Adresse nabij Le Havre op. Daar creëerde Jongkind, in het gezelschap van Boudin en de jonge Monet, zijn beroemde strandtaferelen met het onovertroffen licht- en wolkenspel ‘’en plein air’’. De officiële Parijse Salon, die hem negeerde, keerde hij de rug toe en in 1863 exposeerde hij in het ophefmakende Salon des Refusés, naast Édouard Manet, Paul Cézanne, Henri Fantin-Latour, Camille Pissarro en James McNeill Whistler. Zijn naam was gemaakt en hij werd begeerd bij de grote kunsthandelaren als Hector Brame en Adolphe Beugniet.

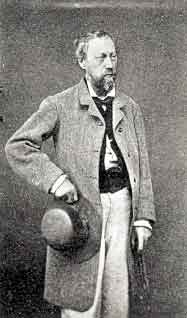
Johan Barthold Jongkind
(1867)

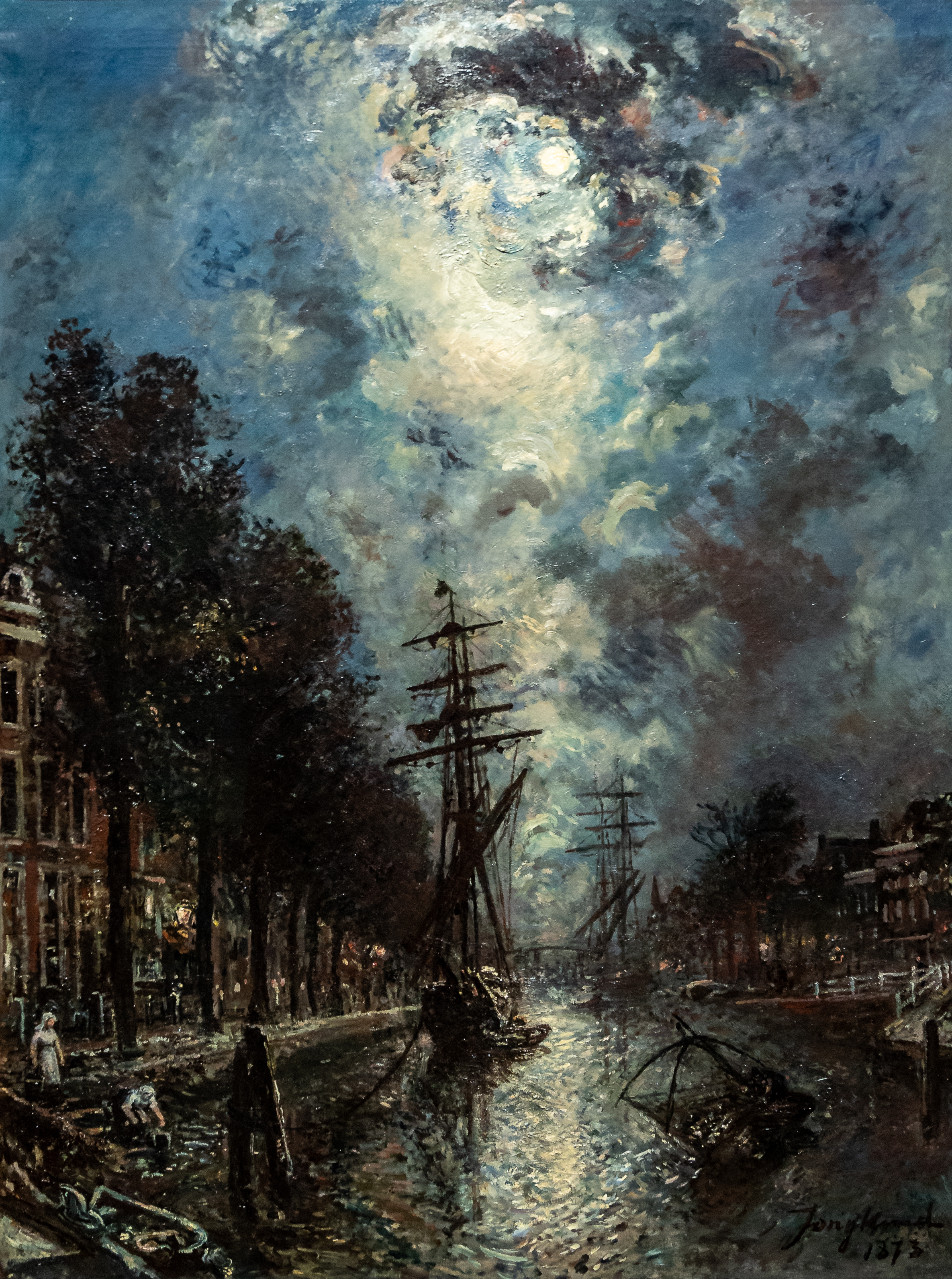
Gracht in Rotterdam
(1873), Museum Rotterdam

Daar de familie Fesser omstreeks 1872 was neergestreken in de Dauphiné heeft Jongkind zijn latere leven daar grotendeels doorgebracht. Ondanks alle steun, bezorgdheid, hulpvaardigheid, waardering en waakzaamheid kon een lichtzinnig zwakke Jongkind geen weerstand bieden tegen de plaatselijke cider, zeker wanneer Joséphine afwezig was. Na de weigering op de Salon in 1873 van Maanlicht boven de haven van Rotterdam besloot Jongkind nooit meer aan een expositie deel te nemen. Hij woonde in 1875 de begrafenis van Camille Corot bij.
Jules Fesser, de zoon van Joséphine, bezorgde het paar in 1878 een woning te La Côte-Saint-André, nabij Grenoble in de Isère. Daarvan maakte hij nog diverse aquarellen. Victorine Hefting, die Jongkinds levensweg uitploos en beschreef in haar boek "Jongkind", vertelde nog dat ze op bezoek was bij een oude vrouw die zich Jongkind kon herinneren toen ze klein was. Ze beschreef Jongkind als een vriendelijke oude man en ze konden als kinderen altijd bij hem aankloppen als er weer een "spel" bedacht was. Ze omschreef hoe Jongkind dan een paar vellen uit zijn schetsboek gebruikte en elk blad in vieren deelde en hierop dan onder andere 4 molentjes, 4 huisjes, 4 beestjes, tekende en zo een kwartetspel creëerde. Dit typeert Jongkind als persoon.
Op 27 januari 1891 werd hij na een beroerte en deels verlamming, opgenomen in het verpleegtehuis Soins Saint-Rambert, op 9 februari stierf hij daar. Hij werd begraven op de begraafplaats van La Côte Saint-André.

## Werkwijze
Jongkind schilderde ’naar de natuur’, maar dat betekende voor hem dat hij ter plekke aquarellen maakte en die later in zijn atelier uitwerkte tot schilderij. Jongkind moet 41 schetsboeken met vele aquarellen hebben gehad, waarvan er 32 door zijn biograaf (Moreau-Nélaton) gelegateerd zijn aan het Louvre.
Het eerste tekenboek (nr. 4, RF 11643) dateert uit 1843, het laatste (nr.41, RF 10889) uit 1889. De tekenboeken hebben verschillende modellen en formaten. Een aantal tekenboeken zijn verdwenen en uit een aantal andere tekenboeken zijn bladen gescheurd. Jongkind voorzag zijn tekenboeken op de achterkant van de kaft van naam, adres en datum. Er lopen, in deze boeken, veel dingen door elkaar: tijden, adressen, overgenomen citaten, vluchtige schetsen en aquarellen. Vanaf ca. 1860 zijn de meeste aquarellandschappen duidelijke composities, voldoende uitgewerkt om als basis te dienen voor een schilderij. Na zijn dood zijn, in verschillende verkopingen, meer dan 400 aquarellen 'los' verkocht. Zij waren zeer gewild; sommige brachten FRF 3.000 - FRF 5.000 op.
Vanwege genoemde werkwijze was hij, ook lang na zijn vertrek uit Nederland, in staat Rotterdamse en Dordtse (maan)landschappen te schilderen.

## Invloed en huidige tijd
Na Vincent van Gogh wordt Johan Barthold Jongkind als Nederlands meest invloedrijke 19e-eeuwse schilder beschouwd. De schilderijen van Jongkind hebben niet allemaal dezelfde hoge kwaliteit, die zijn aquarellen wel kenmerken.
In enkele Nederlandse stadswijken die gewijd zijn aan 19de- en 20ste-eeuwse Nederlandse schilders, zijn straten vernoemd naar Jongkind, zoals in Overtoomse Veld-Noord, Amsterdam, en in De Vijfhoek, Deventer.
Op 2 juni 2019 werd in de Duifpolder tussen Maassluis en Vlaardingen aan de Vlaardingertrekvaart een beeld van Jongkind onthuld, gemaakt door de Nederlandse beeldhouwer Rob Houdijk, ter gelegenheid van de 200ste verjaardag van Jongkinds geboorte. Op deze plek moet Jongkind voorbereidende schetsen hebben gemaakt van het Rechthuis van Zouteveen voor een van zijn latere etsen 'Les deux barques à voile' uit 1862.

## Schilderstijl
Samen met de Franse schilder Eugène Boudin was Jongkind een voorloper van het Franse impressionisme uit de 19e eeuw. Tevens was hij lid van de School van Barbizon. Zijn schilderijen staan bekend om het toveren met kleuren en lage horizon zodat de luchtpartijen eruit springen.

## Biografieën
De eerste biografie over Jongkind verscheen in 1918 onder de titel Jongkind, raconté par lui-même geschreven door kunsthistoricus Etienne Moreau-Nélaton. In 1927 verscheen een monoloog met de titel Jongkind van de hand van schilder Paul Signac.

## Galerij van zijn werken (selectie)

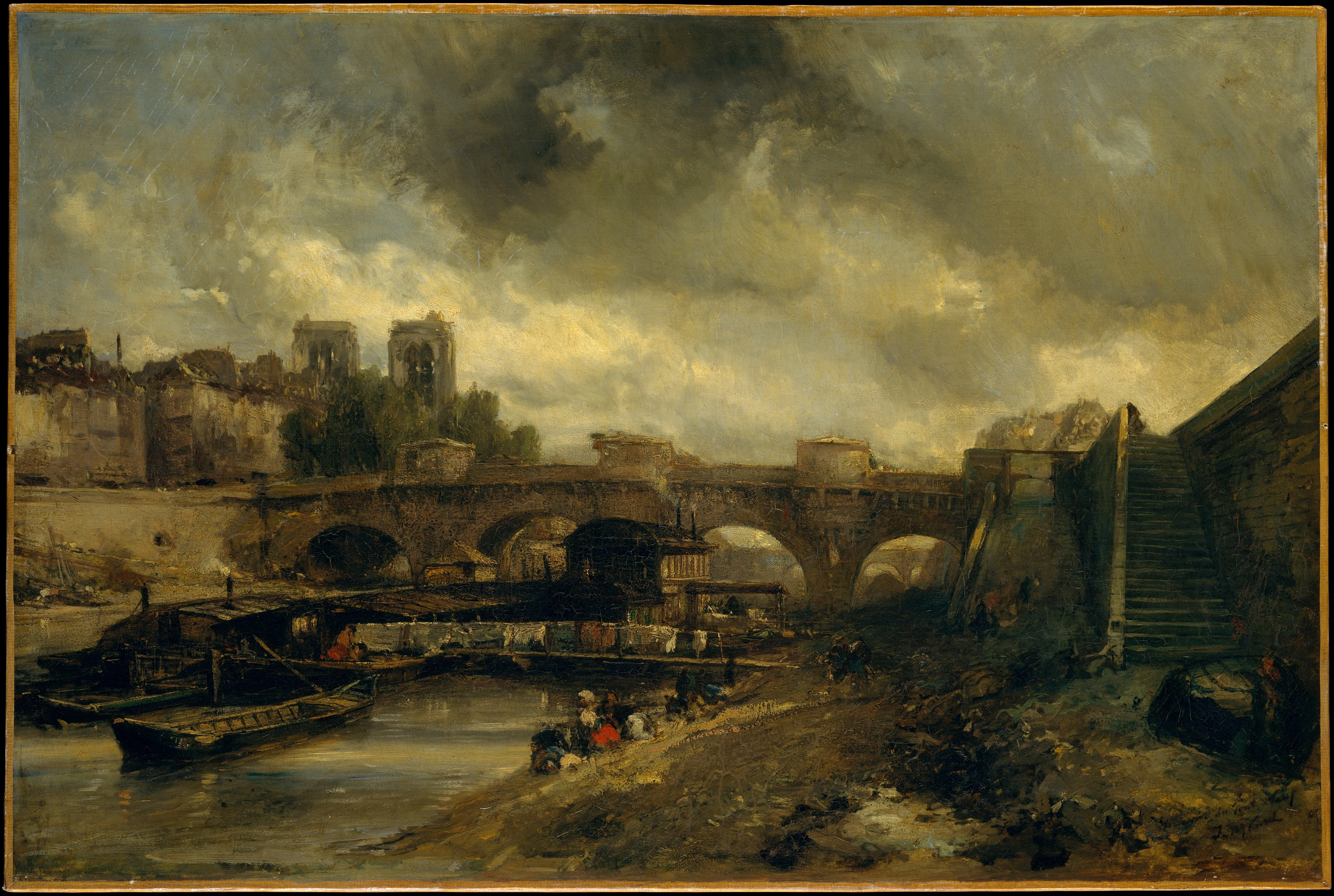
The Pont Neuf (1849-1859), Metropolitan Museum of Art
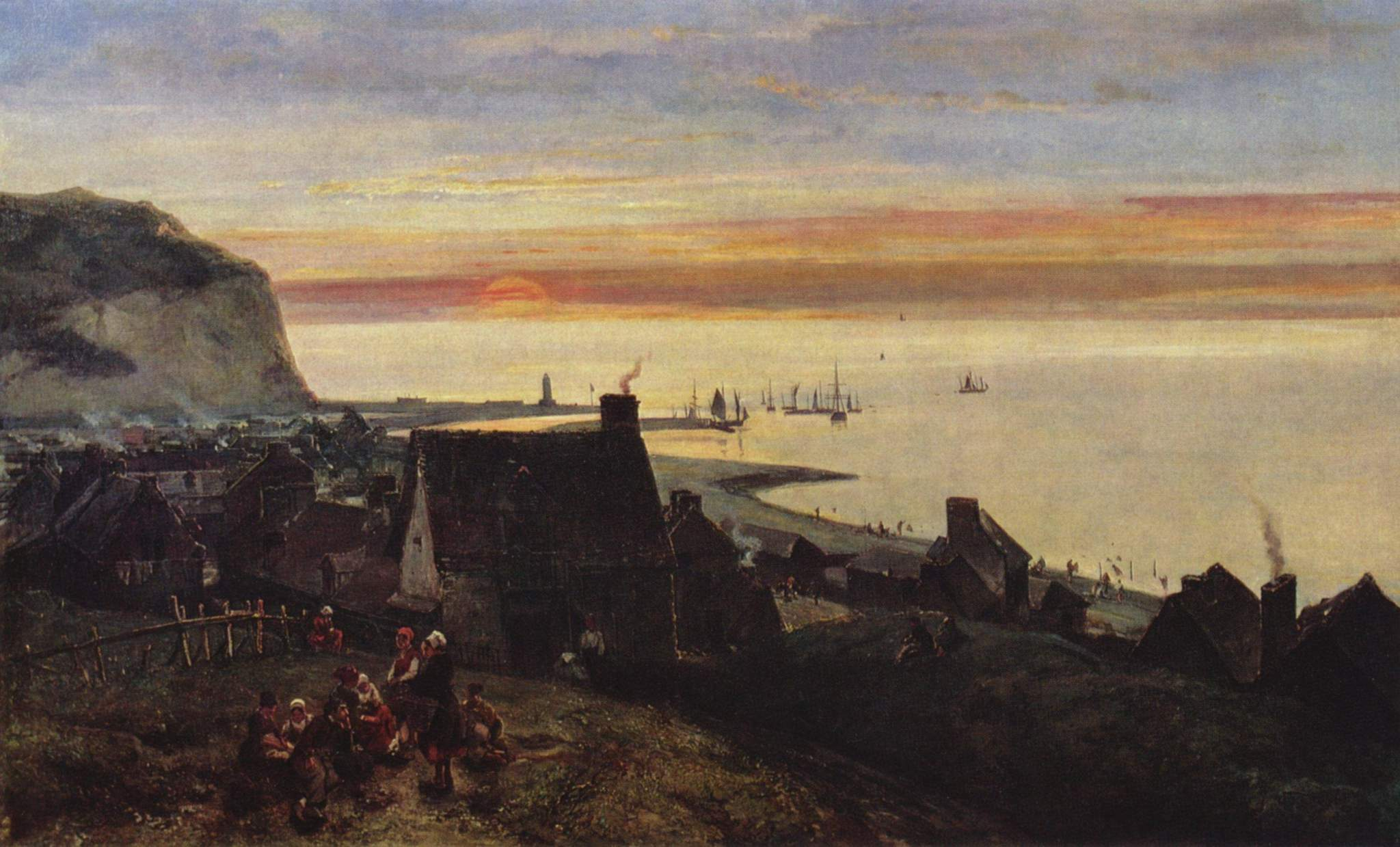
Haven van Étretat (1852), Kröller-Müller Museum
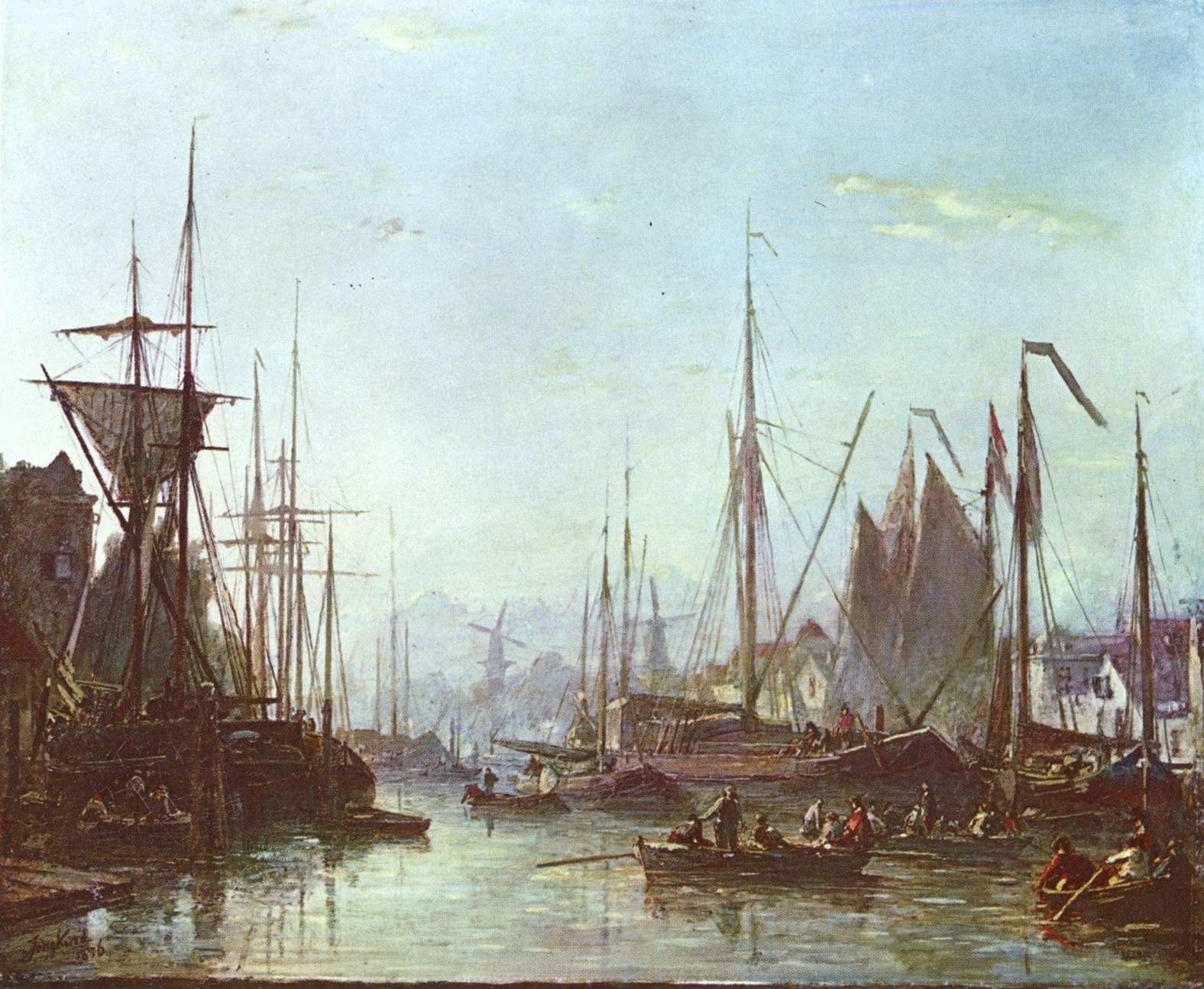
Rotterdam (1856), Stedelijk Museum
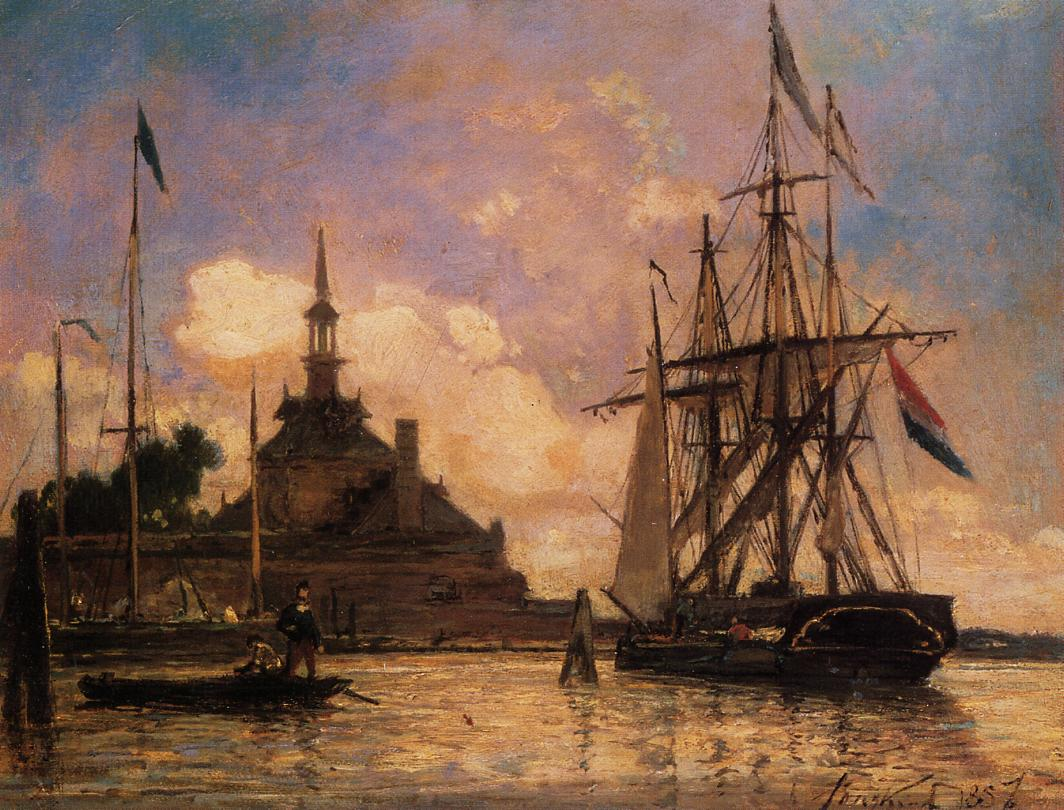
Haven van Rotterdam (1857)
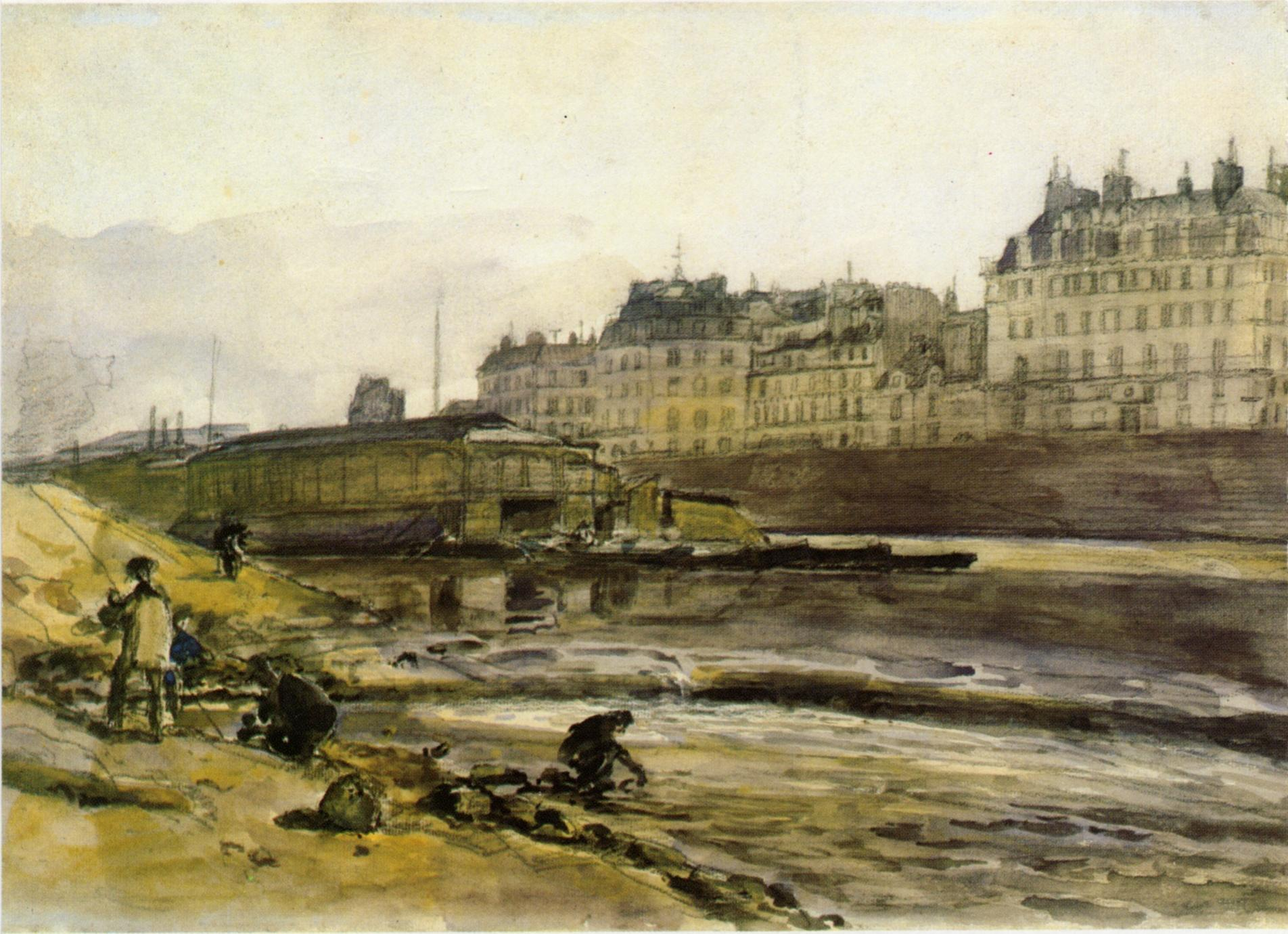
Quai de la Seine (ca. 1862), Museum Boijmans Van Beuningen
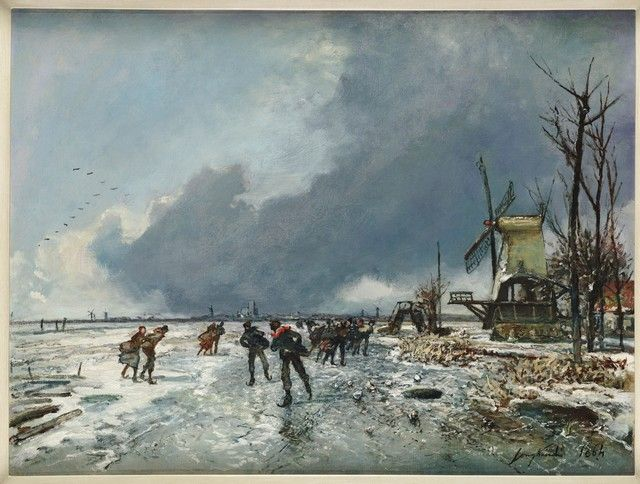
Wintergezicht met schaatsers (1864), Teylers Museum
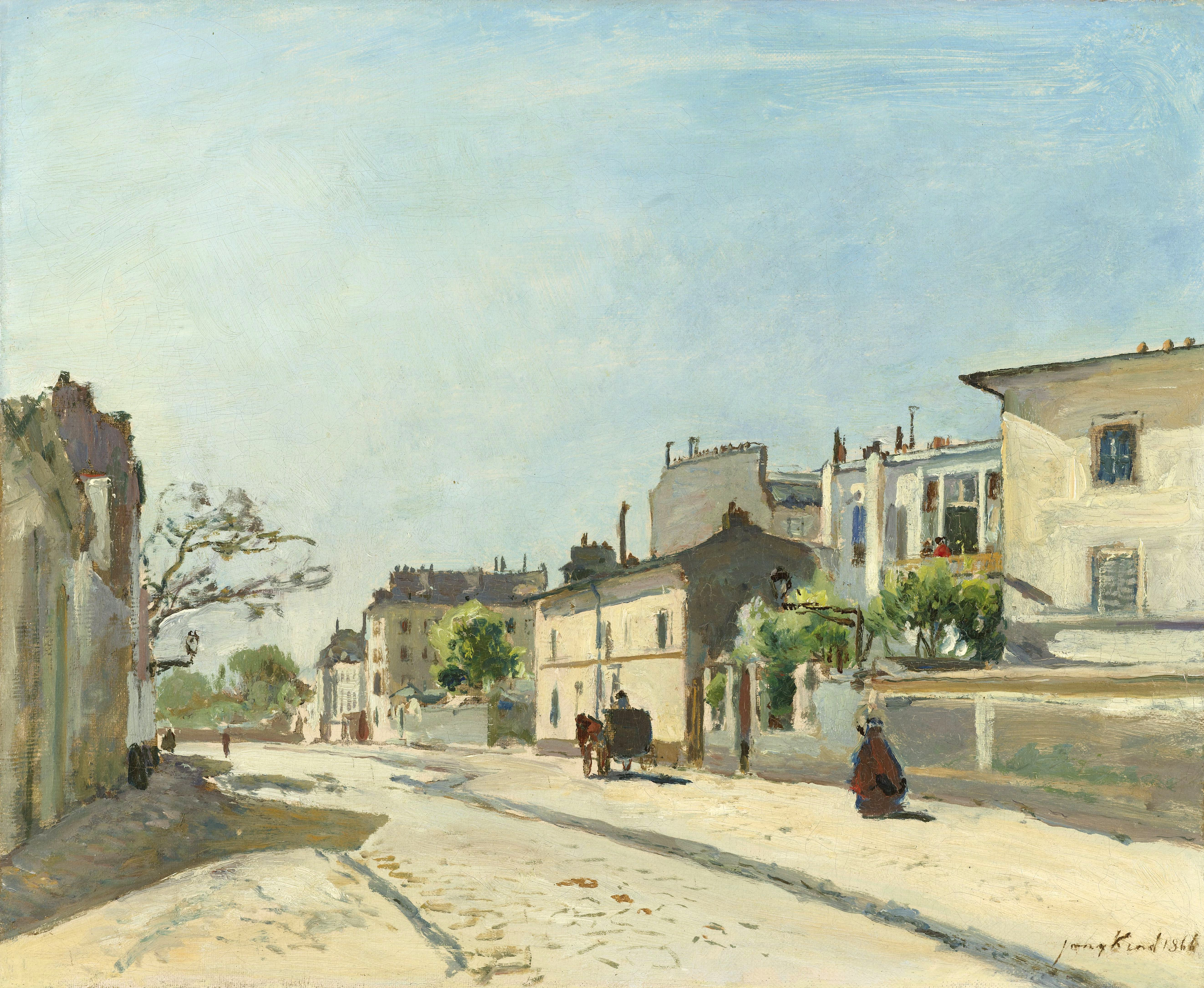
Rue Notre-Dame, Parijs (1866), Rijksmuseum Amsterdam
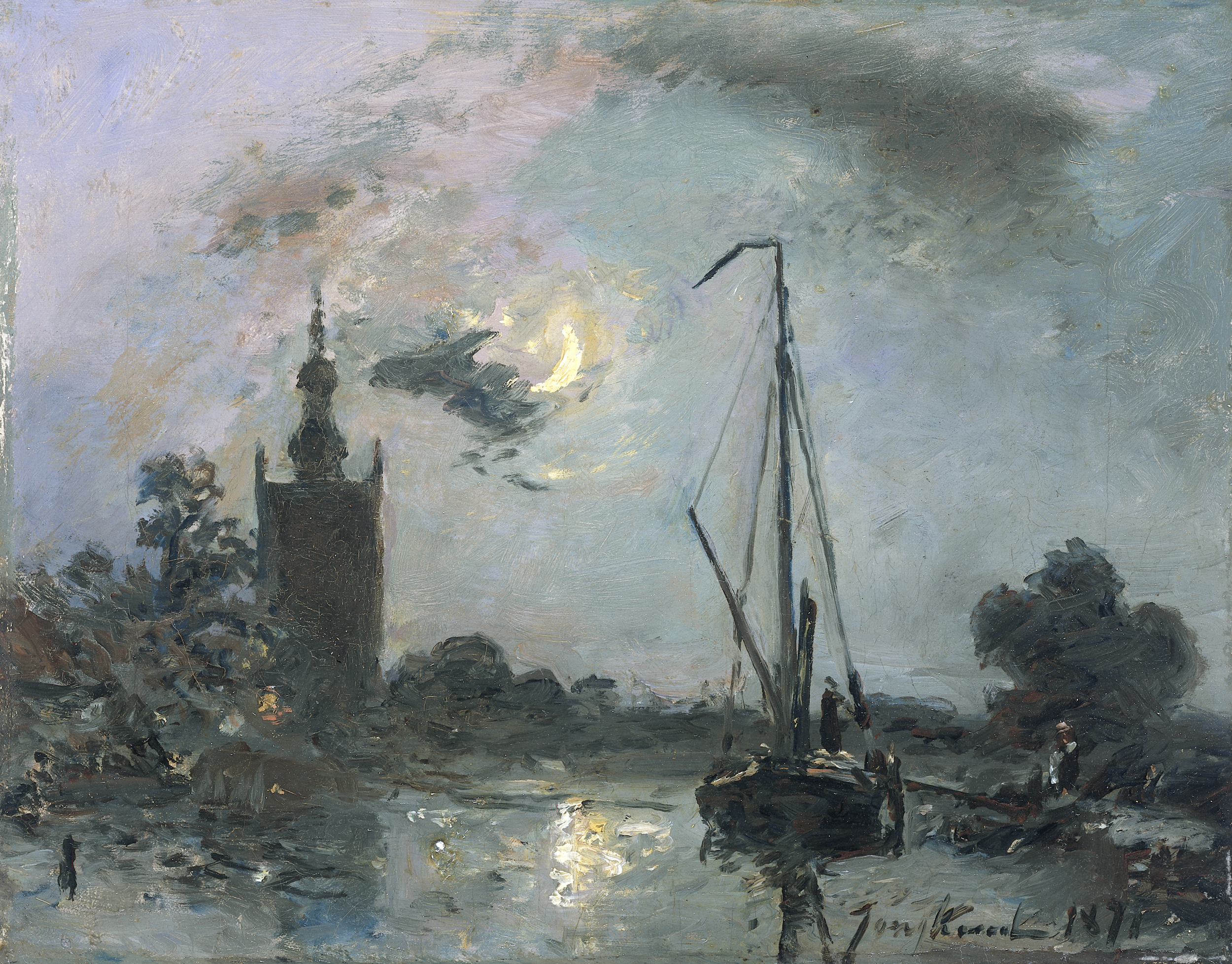
Overschie bij maneschijn (1871), Rijksmuseum Amsterdam
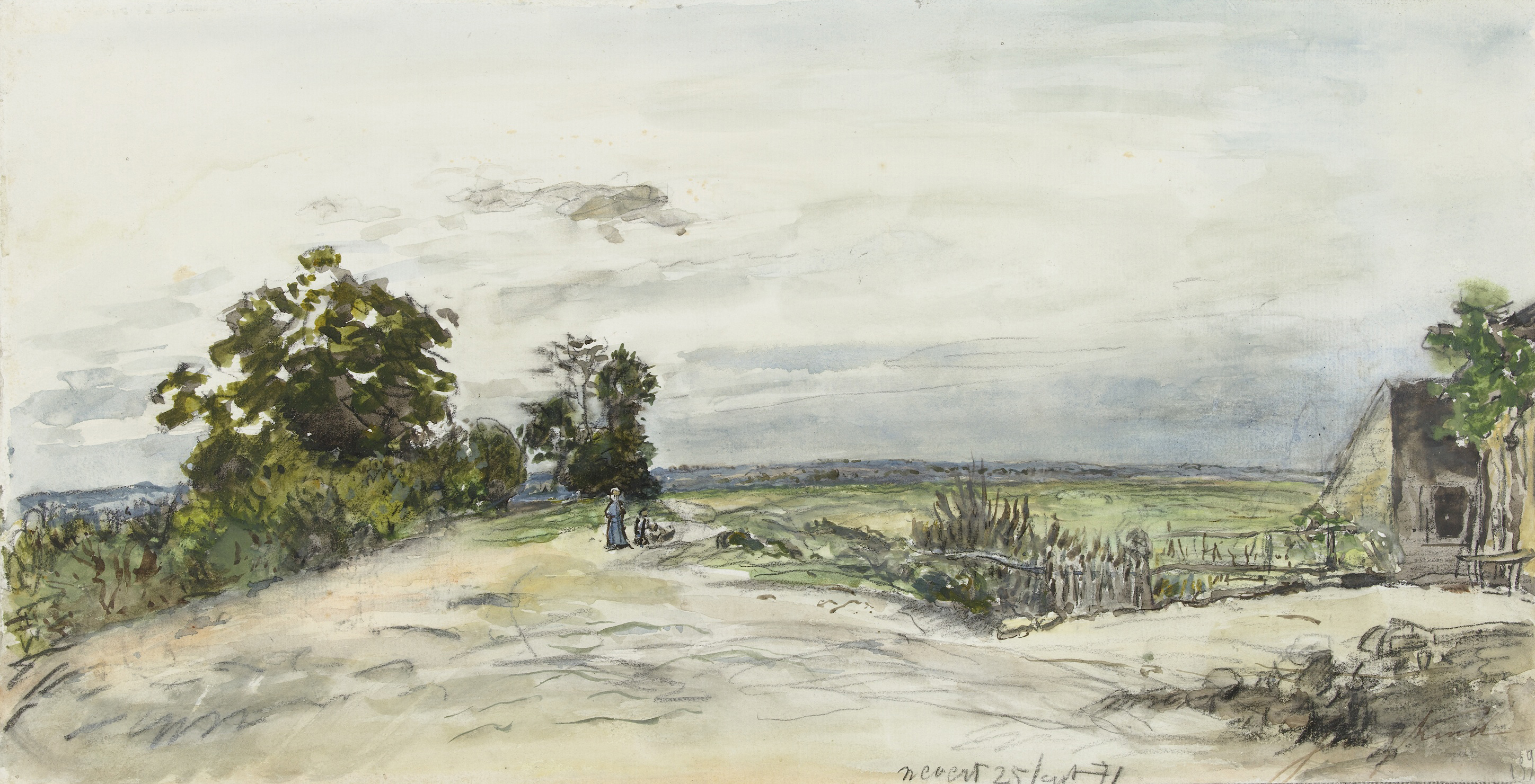
Landschap bij Nevers (1871), Rijksmuseum Amsterdam
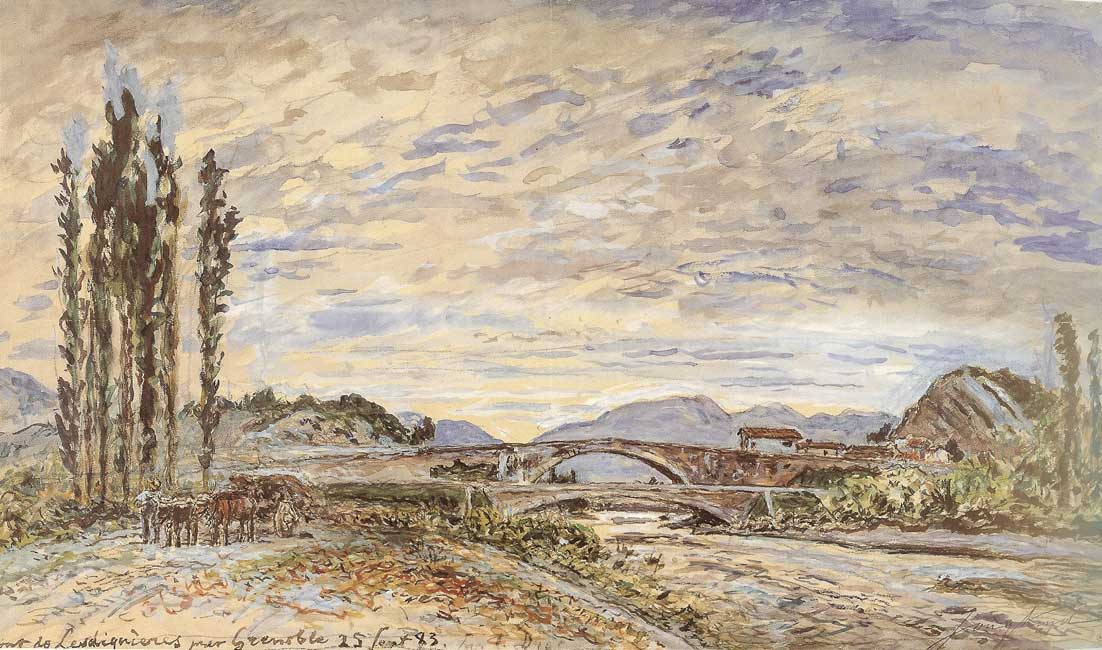
Les Ponts de Claix (bij Genoble) (1883)
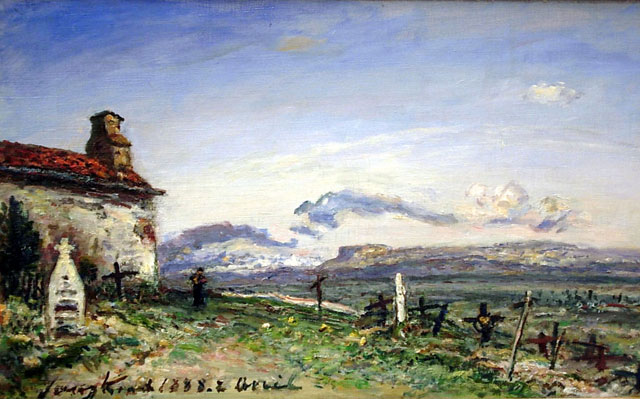
Le cimetière de Balbins (1888)

## Trivia
Het leven van Jongkind, vanaf dat hij in contact kwam met Joséphine Fesser-Borrhee, wordt beschreven in de historische roman Maannachten van Marja Visscher.

## Publieke collecties
Werken van Johan Barthold Jongkind zijn te zien in de volgende openbare collecties:
in Nederland:
- Rijksmuseum Amsterdam
- Van Gogh Museum, Amsterdam
- Gemeentemuseum Den Haag
- Dordrechts Museum
- Rijksmuseum Twenthe, Enschede
- Museum Kröller-Müller, Otterlo
- Historisch museum, Rotterdam
- Museum de Fundatie, Zwolle

in Frankrijk:
- Musée de Picardie, Amiens
- Musée des Beaux-Arts, Angers
- Musée de Douai
- Musée Malraux, Le Havre
- Musé Eugène Boudin, Honfleur
- Louvre, Parijs
- Collectie Frits Lugt, Parijs
- Musée d'Orsay, Parijs
- Musée des Beaux-Arts de la ville de Reims
- Musée des Beaux-Arts de Rennes

in de Verenigde Staten van Amerika:
- Metropolitan Museum of Art, New York
- Toledo Museum of Art, Toledo (Ohio)

- Art Gallery of South Australia: 3336
- Bibsys: 5086810
- Bibliothèque nationale de France: cb119375623 (data)
- Biografisch Portaal: 06543726
- Digitale Bibliotheek voor de Nederlandse Letteren: jong199
- Gemeinsame Normdatei: 118776398
- International Standard Name Identifier: 0000 0000 8129 7424
- KulturNav: e9dbd9b3-a9dc-42bf-851f-f07045bec068
- Library of Congress Control Number: n50038617
- MusicBrainz: 998c3400-2e8b-4c95-9864-41a288712dc4
- Nationale Bibliotheek van Tsjechië: xx0238125
- Nationale Bibliotheek van Israël: 987007272984605171
- Nederlandse Thesaurus van Auteursnamen: 070595550
- RKD-Nederlands Instituut voor Kunstgeschiedenis: 42775
- LIBRIS: 191910
- SNAC: w6794q26
- Système universitaire de documentation: 027304574
- Museum of New Zealand Te Papa Tongarewa: 1213
- Union List of Artist Names: 500028269
- Virtual International Authority File: 51697804
- WorldCat: E39PBJvmGgc6FCfHfRCJHBmDbd